# Ланволлон (кантон)
Ланволло́н (фр. Lanvollon) — упраздненный кантон во Франции, в регионе Бретань, департамент Кот-д’Армор. Входил в состав округа Сен-Бриё.
Код INSEE кантона — 2220. Всего в кантон Ланволлон входило 11 коммун, из них главной коммуной являлась Ланволлон.

## Коммуны кантона
| Коммуна          | Население, чел. (1999) | Почтовый индекс | Код INSEE |
| ---------------- | ---------------------- | --------------- | --------- |
| Гомнек           | 475                    | 22290           | 22063     |
| Ланбер           | 354                    | 22290           | 22112     |
| Ланволлон        | 1388                   | 22290           | 22121     |
| Ле-Мерзер        | 799                    | 22200           | 22150     |
| Ле-Фауэт         | 273                    | 22290           | 22057     |
| Плегьен          | 1011                   | 22290           | 22177     |
| Помрит-ле-Виконт | 1728                   | 22200           | 22248     |
| Треверек         | 174                    | 22290           | 22378     |
| Трегидель        | 540                    | 22290           | 22361     |
| Тремевен         | 277                    | 22290           | 22370     |
| Трессиньо        | 534                    | 22290           | 22375     |

## Население
Население кантона на 2006 год составляло 8 219 человек.
| 1962  | 1968  | 1975  | 1982  | 1990  | 1999  | 2006  | 2007 |
| ----- | ----- | ----- | ----- | ----- | ----- | ----- | ---- |
| 6 732 | 7 135 | 6 896 | 7 106 | 7 168 | 7 553 | 8 219 | -    |